# Matvej Konstantinovič Muranov
Matvej Konstantinovič Muranov (in russo Матвей Константинович Муранов?; Rybcy, 11 dicembre 1873 – Mosca, 9 dicembre 1959) è stato un rivoluzionario e politico sovietico e sovietico.

## Biografia
Membro del Partito Operaio Socialdemocratico Russo dal 1904, nel 1912 fu eletto deputato alla IV Duma di Stato. Nel 1914 fu arrestato con gli altri membri della frazione bolscevica ed esiliato a Turuchansk. Fu amnistiato dopo la Rivoluzione di febbraio del 1917 ed entrò a far parte del Comitato centrale del Partito bolscevico e della sua composizione ristretta. Successivamente fu membro della Commissione centrale di controllo del partito dal 1923 al 1930 e della Corte suprema dell'URSS dal 1923 al 1934. Lavorò poi come funzionario presso il Comitato esecutivo centrale fino alla pensione (1939).